# Elezioni presidenziali in Egitto del 2012
Le elezioni presidenziali in Egitto del 2012 si tennero il 23 e 24 maggio (primo turno) e il 16 e 17 giugno (secondo turno); esse videro la vittoria di Mohamed Morsi, che divenne Presidente.

## Risultati
| Candidati                 | Partiti                                   | I turno    | I turno | II turno   | II turno |
| Candidati                 | Partiti                                   | Voti       | %       | Voti       | %        |
| ------------------------- | ----------------------------------------- | ---------- | ------- | ---------- | -------- |
| Mohamed Morsi             | Partito Libertà e Giustizia               | 5 764 952  | 24,78   | 13 230 131 | 51,73    |
| Ahmad Shafiq              | Indipendente                              | 5 505 327  | 23,66   | 12 347 380 | 48,27    |
| Hamdeen Sabahi            | Partito della Dignità                     | 4 820 273  | 20,72   |            |          |
| Abdel Moneim Aboul Fotouh | Indipendente                              | 4 065 239  | 17,47   |            |          |
| Amr Moussa                | Indipendente                              | 2 588 850  | 11,13   |            |          |
| Mohammad Salim Al-Awa     | Indipendente                              | 235 374    | 1,01    |            |          |
| Khaled Ali                | Indipendente                              | 134 056    | 0,58    |            |          |
| Abu Al-Izz Al-Hariri      | Partito dell'Alleanza Socialista Popolare | 40 090     | 0,17    |            |          |
| Hisham Bastawisy          | Partito Nazionale Unionista Progressista  | 29 189     | 0,13    |            |          |
| Mahmoud Houssam           | Indipendente                              | 23 992     | 0,10    |            |          |
| Mohammad Fawzi Issa       | Partito della Generazione Democratica     | 23 889     | 0,10    |            |          |
| Houssam Khairallah        | Partito della Pace Democratica            | 22 036     | 0,09    |            |          |
| Abdulla Alashaal          | Partito dell'Autenticità                  | 12 249     | 0,05    |            |          |
| Totale                    | Totale                                    | 23 265 516 | 100     | 25 577 511 | 100      |